# Aeroportul Suki
Aeroportul Suki (IATA: SKC, ICAO: AYSU) este un aeroport din Papua Noua Guinee.
aeroportul dispune de o singură pistă.